# 育林中学
育林中学 (缩写为HG  ) (英称: Hillgrove Secondary School) 是位于新加坡, 武吉巴督 (Bukit Batok）的一所同校公立中学。 
成立于2000年的综合政府学校提供三种学术流派的中学教育，这些流派可达到新加坡剑桥GCE普通水平或新加坡剑桥GCE普通水平考试。

## 历史
育林中学成立于2000年，并在Yusof Ishak中学运营。 由于这种临时安排，育林中学是2001年至2002年在新加坡下午的会议中唯一运作的中学。 
在过去的十年中，育林中学积极改进其课程，包括将航空航天与空间工程引入学校课程。 2016年，根据“尝试零重力亚洲计划”学术计划，一群来自育林中学的学生被选入日本航天探索局在太空刺激的环境中进行实验。 这是该计划于2011年开始首次选择新加坡的提案。 
| 校长姓名   | 服务年限      |
| ---------- | ------------- |
| 徐美兰女士 | 2000年-2002年 |
| 杨李琳女士 | 2002年-2008年 |
| 李天宗先生 | 2008年-2015年 |
| 陈慧琳女士 | 2016年至今    |